# علي النمش
علي النمش، من مواليد 31 أكتوبر 1982، لاعب كرة قدم كويتي سابق، ويلعب في جميع مراكز الدفاع.
بدأ علي النمش باللعب نادي القادسية في موسم 2002/2003، وكان في البداية يشغل مركز الوسط المتأخر، وقد تألق في هذا المركز، وحاز مع نادي القادسية الكويتي على لقب كأس الخرافي لأول مرة في تاريخه، وبعدها أصبح يلعب في خط الدفاع، وفي موسم 2003/2004 تم أختياره لتمثيل المنتخب الأولمبي، وقد لعب في المباراة المصيرية أمام منتخب عمان الأولمبي التي كانت ستحدد من سيتأهل إلى أولمبياد 2004، وانتهت المباراة بالتعادل السلبي.
ويعتبر علي النمش من اللاعبين المقاتلين، ويتميز بروحه المعنوية العالية، ويلعب حاليا في مركز الظهير الأيمن.
وفي يوم 1 ديسمبر 2009 سجل هدف في مرمى نادي الصليبيخات في المباراة التي فازوا فيها 4-1 في الدوري الكويتي 2009/2010.

## إنجازاته
- كأس الأمير (ثلاثة مرات) : 2002/2003 و 2003/2004 و 2006/2007
- الدوري الكويتي (ثلاثة مرات) : 2002/2003 و 2003/2004 و 2004/2005
- كأس ولي العهد (ثلاثة مرات) : 2003/2004 و 2004/2005 و 2005/2006
- كأس الخرافي (مرتين) : 2002/2003 و 2005/2006
- كأس الاتحاد الكويتي (مرة واحدة) : 2007/2008
- كأس الخليج للأندية (مرة واحدة) : 2005/2006

## روابط خارجية
- علي النمش على موقع قاعدة بيانات كرة القدم.إي يو (الإنجليزية)
- علي النمش على موقع ناشيونال فوتبول تيمز (الإنجليزية)